# Бенсон, Эдвард Фредерик
Эдвард Фредерик Бенсон (англ. Edward Frederic Benson, 24 июля 1867, Веллингтонский колледж — 29 февраля 1940, Лондон) — английский писатель.

## Биография
Родился в семье Эдварда Бенсона, духовного главы англиканской церкви. Окончил колледж Мальборо в городе Мальборо (Уилтшир), затем Королевский колледж Кембриджского университета.
В 1892—1895 годах работал в афинской школе археологии и в Египте — на Общество развития эллинистических исследований. Позднее жил на Капри — известном месте притяжения гомосексуалов начала XX века; биографы отмечают нетрадиционность его сексуальной ориентации.
С 1893 по 1940 гг. опубликовал не менее сотни книг. Среди них «страшные рассказы», получившие высокую оценку М. Р. Джеймса и Г. Ф. Лавкрафта; детские книги в традициях Л. Кэрролла; юмористические повести о мисс Мэпп и Лючии, а также многочисленные биографии известных людей (в т.ч. Шарлотты Бронте, премьер-министра Гладстона, королевы Виктории, кайзера Вильгельма II). В 1930-е гг. выпустил три книги воспоминаний.
В 1938 году стал почётным профессором Магдален-колледжа Кембриджского университета.

## Избранная библиография

### Основные романы
- Dodo (1893)
- Mrs. Ames (1912)
- Queen Lucia (1920)
- Miss Mapp (1922)
- Lucia in London (1927)

### Основные биографии
- Queen Victoria (1935) о королеве Виктории
- Уильям Гладстон
- The Kaiser and English Relations (1936) о Вильгельме II

### Воспоминания
- As We Were (1930)
- As We Are (1932)
- Final Edition (1940)